# Ceba vermella

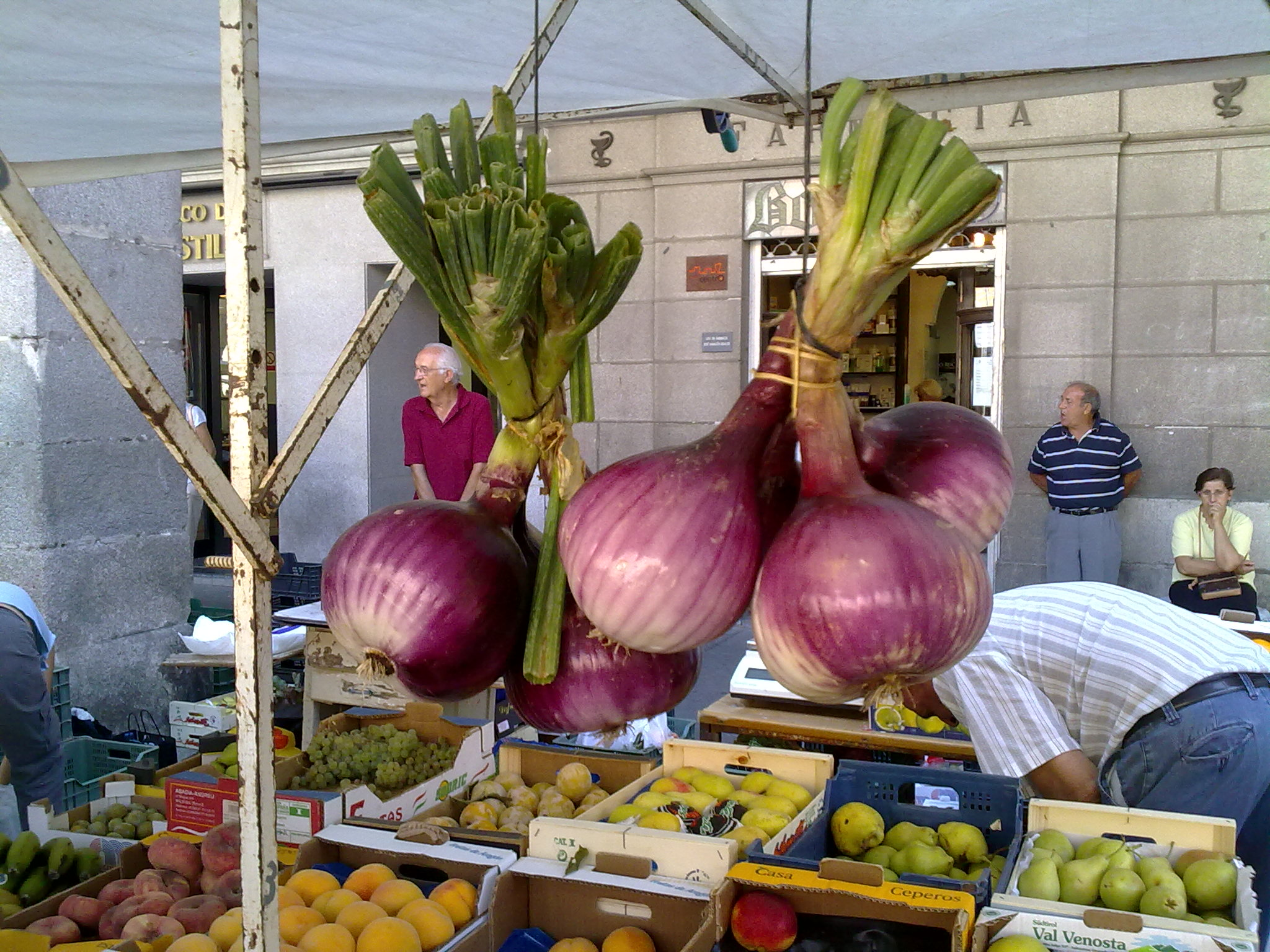
Cebes vermelles

Les cebes vermelles són cultius de ceba amb una pell roja-púrpura i la carn blanca amb matisos vermells.
Tendeix a ser de mida mitjana o gran i tenir un gust suau o dolç.
Es poden consumir crues, rostides o cuinades lleument amb altres aliments. També es poden afegir per donar color a les amanides. Quan es cuinen, tendeixen a perdre el seu color.
Estan disponibles durant tot l'any, i el seu color procedeix d'antocianina com la cianidina, i són riques en flavonoides.
Poden emmagatzemar-se de 3 a 4 mesos a temperatura ambient.

## Varietats

### Curtes
- Red Granex
- Red Creole

### Intermèdies
- Stockton Early Red

### Llargues
- Carmen
- Southport Red Globe

## Ceba vermella de Turda
La ceba vermella de Turda, és una varietat local amb un gust lleugerament suau i una aroma particular. Els seus bulbs s'entrellacen en llargues cadenes (1-2m) per a la seva venda, i poden trobar-se en mercats tradicionals de tot el centre de Romania. Sol servir-se fresca, en amanida i especialment com a guarnició obligatòria de les tradicionals sopes de fava i pernil fumat.

## Ceba vermella de Tropea
La ceba vermella de Tropea (Itàlia), és una varietat particular que creix a una àrea petita de Calabria, anomenada ""Capo Vaticà"". Té una aroma més fort i dolç, i el seu centre és més sucós i blanc que el de les altres cebes. Amb ell es pot elaborar melmelada.